# Gilgamesh (группа)
Gilgamesh (рус. Гильгамеш) — одна из ведущих музыкальных групп Кентерберийской сцены, существовавшая с небольшим перерывом с 1972 по 1978 год.
Группа была создана осенью 1972 года и распалась а конце 1975 года вскоре после выпуска своего первого альбома. В 1977 году группа была возрождена для выпуска второго альбома, который вышел в свет летом 1978 года. Всего за время своего существования группа выпустила два альбома — Gilgamesh (конец 1975) и Another Fine Tune You’ve Got Me Into (февраль 1979).

## История
Группа Gilgamesh была создана в 1972 году бывшим клавишником группы Sunship Аланом Гоуэном. После серии кадровых перемен в состав группы вошли джазовый барабанщик Майк Трэвис, гитарист Фил Ли и басист Нил Мюррей, которого к моменту записи первого альбома сменил Джефф Клайн.
Группа стала исполнять прогрессивный рок с сильным тяготением к джаз-фьюжну, близкий к Hatfield and the North. Клавишная игра Гоуэна составила ядро сложной по структуре и замысловатой по форме музыки Gilgamesh, в которой Гоуэн попытался стереть различия между сочинённой и импровизационной музыкой, сделав акцент на текстуры и настроения. Гоуэн писал основной материал группы, хотя Ли, а позже и Хью Хоппер также вносили некоторый вклад в авторство композиций.
Выпущенный в 1975 году, дебютный альбом группы Gilgamesh представлял собой прекрасный прог-фьюжн с большим объемом синтезаторной игры Гоуэна, по звучанию близкой National Health и Hatfield and the North.
Gilgamesh выступал с концертами довольно редко, главным образом, в окрестностях Лондона, что не позволяло обеспечить членам группы постоянную работу, и они были вынуждены подрабатывать на стороне. Самые памятные концерты Gilgamesh состоялись в 1973 году в Лидсе и Лондоне совместно с группой Hatfield and the North. Состав двух групп из 8 человек лег в основу концепции «рок-оркестра», которую Гоуэн и лидер Hatfield and the North Дейв Стюарт попытались воплотить, создав в 1976 году совместную группу National Health.
После ухода из National Health в марте 1977 года Гоуэн начал работу над новыми композициями. Для записи второго альбома Another Fine Tune You've Got Me Into (1978) он вновь собрал Gilgamesh в составе Ли, Тревора Томкинса и Хоппера. Этот состав продержался только на время записи альбома.
В 1979-80 годах Гоуэн вновь вернулся в National Health. В 1980 году Гоуэн совместно с Хью Хоппером записал альбом Two Rainbows Daily. Год спустя вышел альбом Before a Word Is Said, изданный от имени квартета, названного именами его участников — Гоуэна, Миллера, Ричарда Синклера и Томкинса.
Эта запись стала последней для Гоуэна, который умер от лейкемии в 1982 году.
В 2000 году был издан альбом архивных записей группы, названный Arriving Twice. Он включал демозаписи 1973 года, а также две сессии на радио 1974-75 годов. В альбом вошло несколько ранее не изданных композиций, в частности, «Extract», которая была совместной записью «двойного квартета» в составе Gilgamesh и Hatfield and the North.

## Дискография
- Gilgamesh (1975, Caroline Records)
- Another Fine Tune You've Got Me Into (1978, Charly Records)
- Arriving Twice (2000, Cuneiform Records)